# Battle Pope
Battle Pope é uma história em quadrinhos independente criado por Robert Kirkman e Tony Moore, que foi publicado por uma companhia pequena de publicação em 2000. A série foi republicada em cor por Image Comics em 2005, com planos de uma possível continuação com novas histórias depois do material original.